# Bis ans Ende aller Tage
Bis ans Ende aller Tage (original: The Pact) ist ein Roman der US-amerikanischen Autorin Jodi Picoult von 1998. Die deutsche Übersetzung stammt von Cécile G. Lecaux.

## Handlung
Das Buch beginnt mit dem gewaltsamen Tod der jungen Emily Gold. Sie wurde mit einer Kopfverletzung aufgefunden, während ihr Partner Chris Harte sie in den Armen hielt. Neben ihnen lag die Schusswaffe, die aus dem Waffenschrank seines Vaters stammte. 
In einer anschließenden Rückblende stellt Picoult die befreundeten Familien Harte und Gold aus New Hampshire vor, deren Kinder seit ihrer Geburt unzertrennlich sind und später ein Liebespaar werden. Bei einem gemeinsamen Restaurantbesuch erfahren sie, dass Chris mit einer Kopfwunde ins Krankenhaus eingeliefert wurde. Auch Emily wurde dort aufgenommen; sie ist jedoch bereits tot, als ihre Eltern eintreffen. 
Chris berichtet von einem geplanten Doppelselbstmord, der scheiterte, weil er das Bewusstsein verlor. Doch die Indizien, die gegen ihn sprechen, häufen sich. Die Obduktion ergibt, dass Emily sich die Kopfverletzung nicht selbst beigebracht haben konnte und außerdem schwanger war. Für ihre Mutter steht daraufhin fest, dass Chris sie ermordet hat, um sich seine Zukunft nicht zu verbauen. Als Hauptverdächtiger kommt er in Untersuchungshaft und seine Eltern engagieren einen Anwalt. Dieser findet nach und nach Anhaltspunkte für Emilys Depressionen und Selbstmordabsichten.
In zahlreichen Rückblenden erfährt der Leser nach und nach, was wirklich passiert ist. Während des Prozesses wird der gesamte Fall aufgerollt, der überraschend endet, als Chris in den Zeugenstand tritt und die Wahrheit erzählt.

## Hintergrund  und Verfilmung
„Bis ans Ende aller Tage“ gehört zu den ersten Werken von Jodi Picoult. Erst später in der Geschichte geht Picoult näher in die Vorgeschichte der Hauptpersonen ihrer Handlung ein. Hierbei erhält der Leser zusätzliche Informationen, die den Protagonisten im Roman bis zum Ende nicht bekannt werden. Die einzelnen Personen werden bis in kleinste Details beschrieben, so dass sich der Leser leicht mit ihnen zu identifizieren vermag.
- 2002 wurde das Buch als The Pact mit Meghann Henderson als Emily und Eric Lively als Christopher von Regisseur Peter Werner verfilmt.[4] Er ist seit 2008 ebenfalls als DVD im Handel erhältlich.